# Pietro III Candiano
Pietro III Candiano, född okänt år, död 959, var en venetiansk doge. Han var regerande doge av Venedig 942–959. 